# 巴尔勒雷居利耶
巴尔勒雷居利耶（法語：Bard-le-Régulier，法語發音：[baʁ lə ʁeɡylje]）是法国科多尔省的一个市镇，属于博讷区。

## 地理
巴尔勒雷居利耶（47°8'44"N, 4°18'58"E）面积9.1 平方千米，位于法国勃艮第-弗朗什-孔泰大區科多尔省，该省份为法国中东部省份，北起奥布省，西接涅夫勒省和约讷省，南至索恩-卢瓦尔省，东南接汝拉省，东临上索恩省，东北部与上马恩省接壤。
与巴尔勒雷居利耶接壤的市镇（或旧市镇、城区）包括：维扬日、芒莱、萨维利、莫尔旺地区维利耶、莫尔旺地区布拉泽、马尔舍瑟伊。

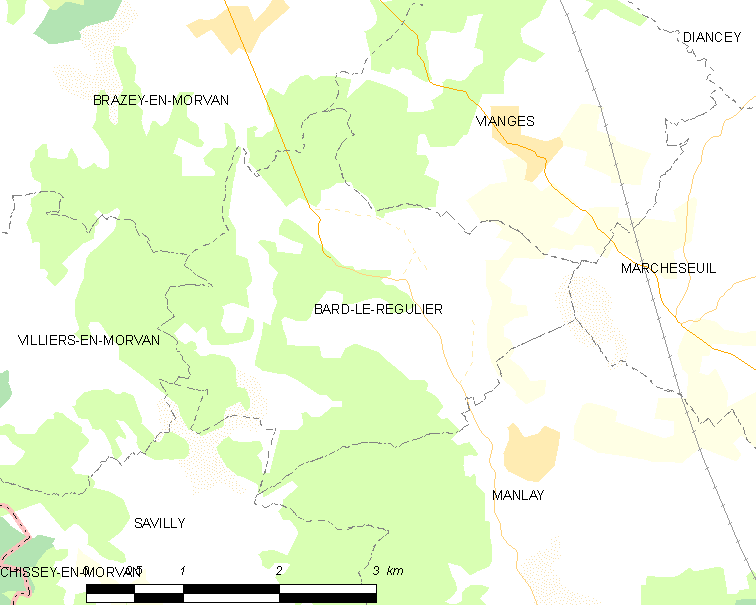
巴尔勒雷居利耶的OSM定位图

巴尔勒雷居利耶的时区为UTC+01:00、UTC+02:00（夏令时）。

## 行政
巴尔勒雷居利耶的邮政编码为21430，INSEE市镇编码为21046。

## 政治
巴尔勒雷居利耶所属的省级选区为阿尔奈勒迪克县。

## 人口

1962-2008年间巴尔勒雷居利耶人口变化图示

巴尔勒雷居利耶于2022年1月1日时的人口数量为75人。